# Neustrelitz

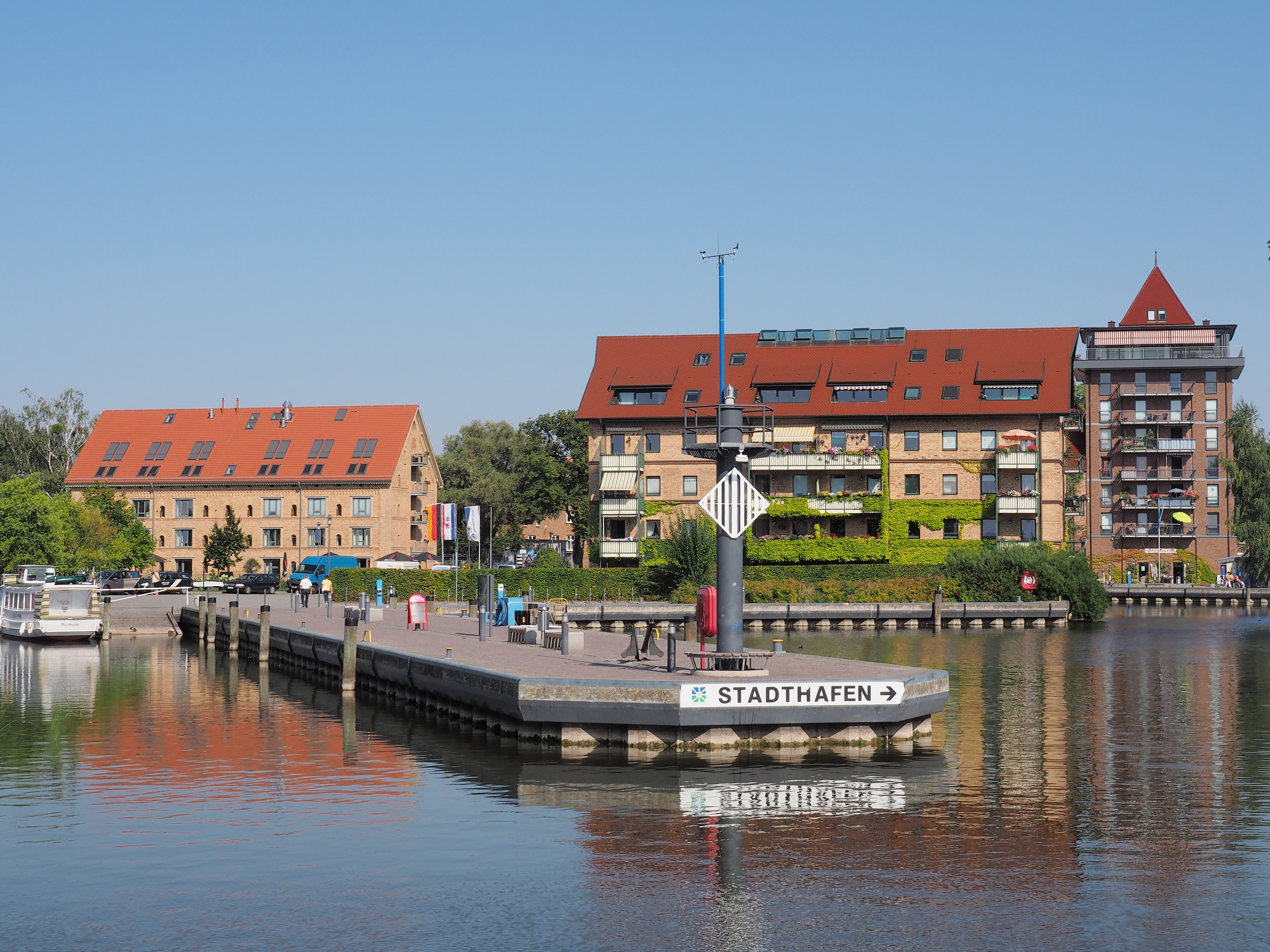
Puerto de la ciudad (Stadthafen)

Neustrelitz (pronunciación en alemán: /nɔɪ̯ˈʃtʁeːlɪt͡s/ⓘ) es una ciudad situada en el estado de Mecklemburgo-Pomerania Occidental, en Alemania. Tiene una población estimada, a fines de 2020, de 20 151 habitantes.
La capital del Distrito de los Lagos de Mecklemburgo (en alemán, Mecklenburgische Seenplatte) es la Ciudad de Nuevo Brandenburgo (en alemán Neubrandenburg). 

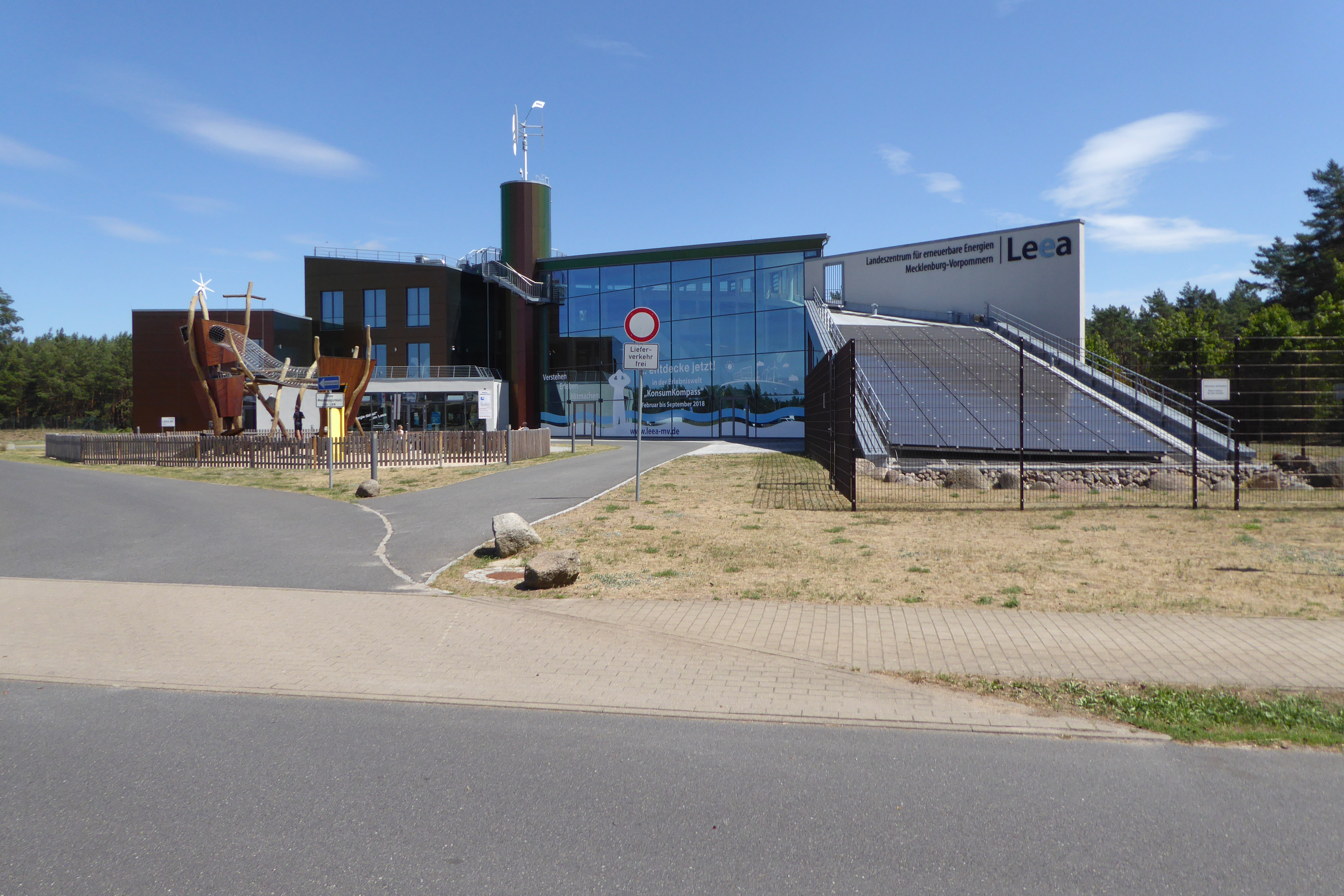
Centro Estatal de Energías Renovables (LEEA)

## Historia
La aldea de Strelitz fue mencionada por primera vez en 1278. En los siguientes siglos se convirtió en un pequeño pueblo. Hacia el siglo XVII Strelitz era parte del ducado de Mecklemburgo-Güstrow, que dejó de existir después de la muerte del último duque en 1695. Posteriormente se estableció el nuevo ducado de Mecklemburgo-Strelitz (1701). Este pequeño ducado contenía el actual distrito de Mecklemburgo-Strelitz y una zona alrededor de Ratzeburgo, que hoy se encuentra en Schleswig-Holstein.
En 1712 el castillo y la ciudad de Strelitz fueron destruidos por un incendio. Después de este desastre el duque y su familia vivieron en su casa de campo en el lago Zierker See al noroeste de Strelitz. Alrededor de este lugar se construyó Neustrelitz. Se convirtió en la capital oficial de Mecklemburgo-Strelitz en 1736.
Neustrelitz siguió siendo la capital del ducado hasta 1918 y fue la capital del Estado Libre de Mecklemburgo-Strelitz desde 1918 hasta 1933. En 1934 fue fusionada con Mecklemburgo-Schwerin para conformar el Gau de Mecklemburgo.
La antigua ciudad de Strelitz continuó existiendo tras el incendio de 1712; era una pequeña aldea, que fue suburbanizada por Neustrelitz en 1931.

## Atractivos turísticos

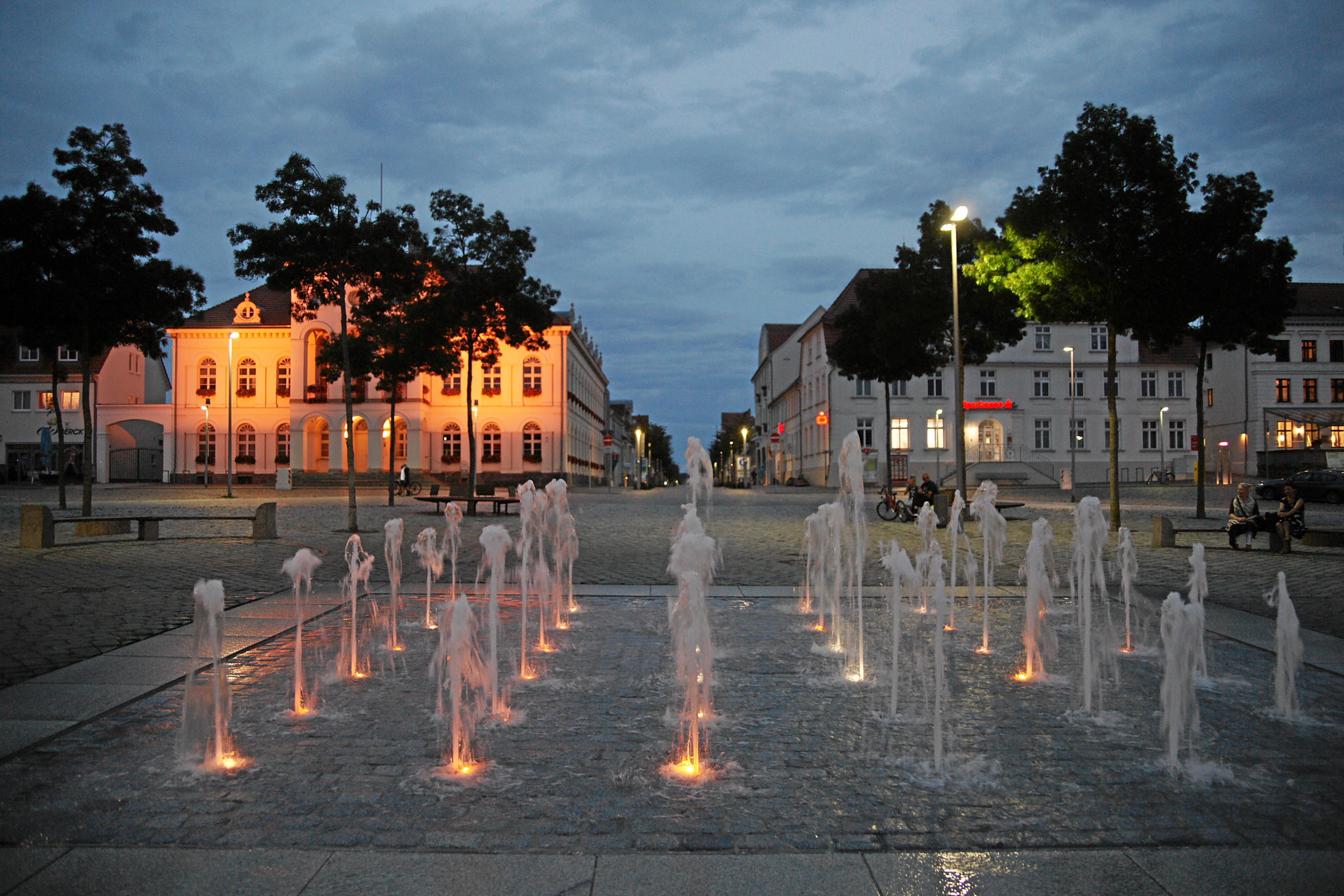
Plaza del Mercado y Ayuntamiento

El centro de la ciudad se caracteriza por su arquitectura barroca; su corazón es el Marktplatz (Plaza del Mercado), con la Stadtkirche (Iglesia de la Ciudad), construida entre 1768-1778. Justo enfrente está el Rathaus (Ayuntamiento), construido en 1841 por Friedrich W. Buttel, un discípulo de Karl Friedrich Schinkel.
El Schloß (castillo) barroco fue destruido en 1945, pero los jardines palaciegos (Schloßgarten) aún existen. Vale la pena ver la Orangerie del siglo XVIII, la Schloßkirche (Iglesia del Castillo), construida entre 1855-1859 en estilo neogótico inglés, el templo neoclásico de Hebe (con una réplica de la estatua de la diosa Hebe), y el Templo de Louise, construido en 1891 con la forma de un templo griego para albergar la tumba de la Reina Luisa de Prusia, nacida princesa de Mecklenburg-Strelitz.

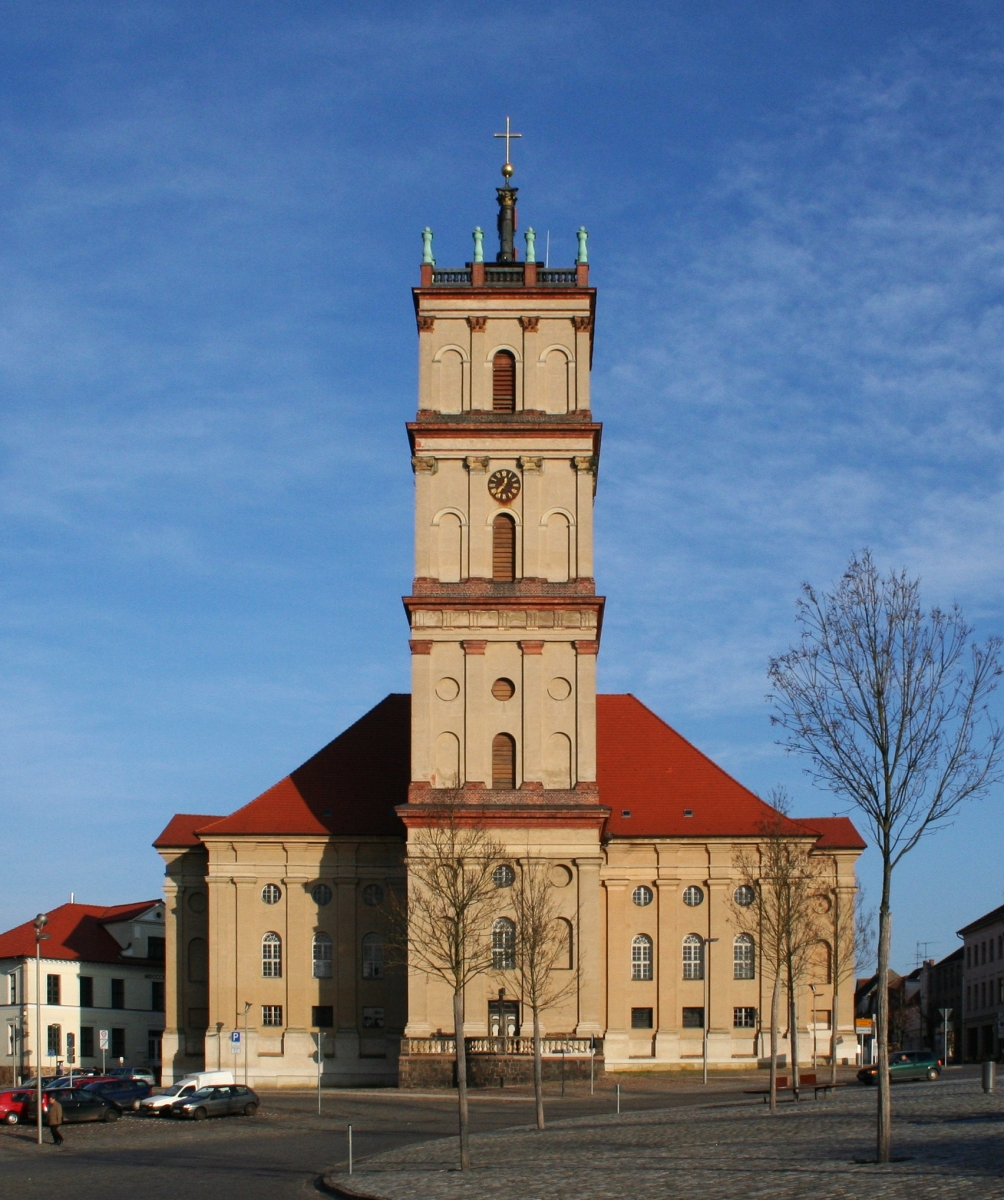
Iglesia de la ciudad (Stadtkirche).